# Brahea
Genre
Classification phylogénétique
Brahea est un genre de la famille des Arécacées (palmiers). Il a été nommé ainsi en souvenir de l’astronome danois Tycho Brahe, né en 1546 et mort en 1601.
Synonymes : Erythea, Glaucotheca

## Classification
- Sous-famille des Coryphoideae
  - Tribu des Trachycarpeae

Ce genre  partage cette tribu (des "non encore placés") avec six autres genres :  Acoelorrhaphe, Colpothrinax,  Copernicia,  Pritchardia,  Serenoa,  Washingtonia .

## Distribution
Le genre comprend des espèces localisées au Mexique, une espèce (Brahea edulis) endémique à l’île de Guadalupe près de Baja California, et deux autres espèces (Brahea dulcis et Brahea nitida) qui croissent jusqu’au Honduras, au Guatemala, à Belize, au Nicaragua et à El Salvador.
Les espèces du genre Brahea croissent naturellement dans les zones arides à semi-désertiques, dans les sites rocheux et composés d'une végétation basse. Toutefois, certaines espèces (dulcis, pimo, nitida et moorei) peuvent se développer en ombre partielle.
Le genre Brahea comprend des espèces qui résistent bien au froid, si bien que trois de ses espèces sont cultivées assez couramment en Europe et ailleurs : Brahea armata, Brahea brandegeei et Brahea edulis. Brahea armata est le plus cultivé, on l'appelle en France, le palmier bleu du Mexique.

## Description
- Stipe : hormis pour l'espèce Brahea decumbens, le stipe est robuste et droit. Il peut atteindre 15 mètres de haut chez certaines espèces.
- Couronne : la couronne se compose de feuilles disposées en éventail, de façon plus ou moins serrées.
- Feuilles : les feuilles sont palmées, coriaces, quelque peu nervurées et orbiculaires.
- Inflorescence : les espèces du genre Brahea portent des fleurs bisexuelles. Ce sont des palmiers hermaphrodites, un seul sujet suffit pour la production de graines viables. Ils donnent de longues inflorescences, aux fleurs jaunes, qui émergent des aisselles foliaires.

## Culture et résistance moyenne au froid de quelques espèces
Le genre Brahea bénéficie d'une croissance assez lente. Il comprend des palmiers qui sont assez rustiques, comme le montrent les chiffres ci-dessous.
- Brahea armata (-12 °C)
- Brahea brandegeei (-8 °C)
- Brahea dulcis (-8 °C)
- Brahea edulis (-10 °C)

Les chiffres sont donnés à titre indicatif. Ils donnent la résistance au froid des palmiers dans de bonnes conditions : froid bref et air relativement sec.

## Espèces

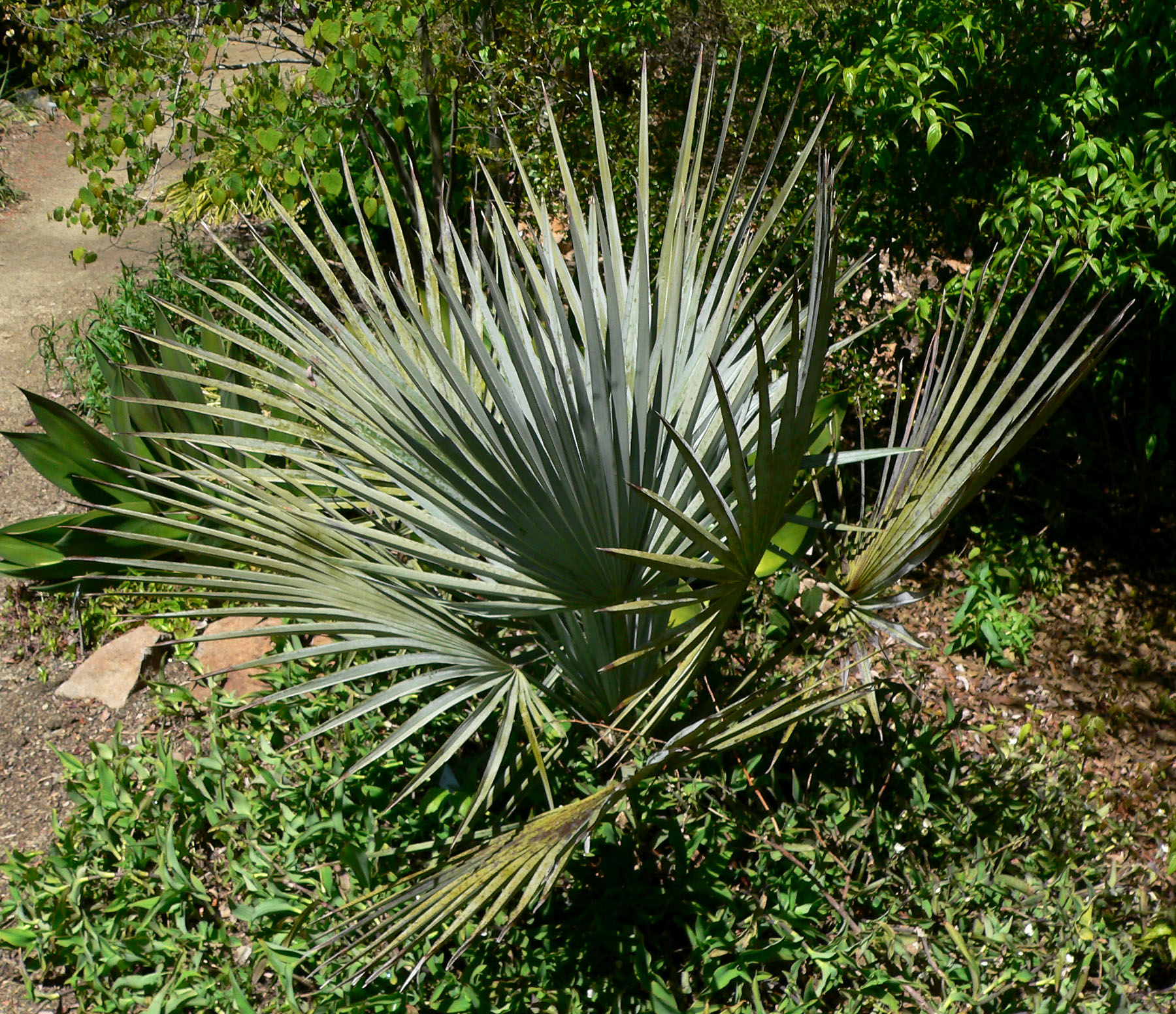
Brahea decumbens au jardin botanique de l'université de Californie (Berkeley).

- Brahea aculeata (Brandegee) H.E.Moore, 1980.
- Brahea armata S.Watson, 1876.
- Brahea brandegeei (Purpus) H.E.Moore, 1975.
- Brahea calcarea Liebm. in C.F.P.von Martius, 1853.
- Brahea decumbens Rzed., 1955.
- Brahea dulcis (Kunth) Mart., 1838.
- Brahea edulis H.Wendl. ex S.Watson, 1876.
- Brahea moorei L.H.Bailey ex H.E.Moore, 1951.
- Brahea pimo Becc., 1908.
- Brahea salvadorensis H.Wendl. ex Becc., 1908.
- Brahea sarukhanii H.J.Quero, 2000.

Brahea edulis constitue une espèce menacée selon la Liste rouge de l'UICN, classée en danger.
Brahea aculeata, Brahea calcarea et Brahea pimo constituent des espèces menacées selon la Liste rouge de l'UICN, classées comme vulnérables.